# Karksi-Nuia
Karksi-Nuia är en gammal stad som ligger ca 15 mil söder om Tallinn i Karksi kommun, landskapet Viljandimaa, Estland. Staden hade 1 585 invånare i januari 2017 och den finns omnämnd redan från 1100-talet. 
Vid Karksi-Nuia låg det gamla Karkhus slott.

## Vänorter
- Leksand, Sverige